# Утьминское сельское поселение
Утьминское се́льское поселе́ние — муниципальное образование в Тевризском районе Омской области Российской Федерации.
Административный центр — село Утьма.

## История
Статус и границы сельского поселения установлены Законом Омской области от 30 июля 2004 года № 548-ОЗ «О границах и статусе муниципальных образований Омской области»

## Население
| 2010 | 2011  | 2012  | 2013 | 2014 | 2015 | 2016 |
| ---- | ----- | ----- | ---- | ---- | ---- | ---- |
| 1019 | ↘1017 | ↘1004 | ↘983 | ↘982 | ↘933 | ↘909 |
| 2017 | 2018  | 2019  | 2020 | 2021 | 2023 |      |
| ↘876 | ↘836  | ↘798  | ↘767 | ↘673 | ↘634 |      |

## Состав сельского поселения
| № | Населённый пункт | Тип населённого пункта       | Население |
| - | ---------------- | ---------------------------- | --------- |
| 1 | Тавинск          | деревня                      | ↗355      |
| 2 | Ураш             | деревня                      | ↘191      |
| 3 | Утьма            | село, административный центр | ↘473      |

### упразднённые населённые пункты
Васильев Бор — упразднённая деревня; исключена из учётных данных предположительно в 1970-е годы.